# 安全な棺

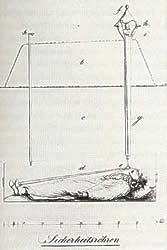
鐘を信号装置にもちいた安全な棺の設計図(1829年)

安全な棺（あんぜんなひつぎ、英: safety coffin, security coffin）は、生きたまま埋葬されることを防ぐ棺のことで、中の人間が生きたまま埋められてしまっていることを外界に知らせるための装置がとりつけられている。安全な棺に関する設計の多くは18世紀から19世紀にかけて考案されたものであるが、その設計思想は変化しつつも現代に生きている。

## 歴史
生き埋めにされることへの恐怖がヨーロッパで最もかまびすしく叫ばれるようになったのは、コレラが大流行した18世紀から19世紀にかけてである。しかし、棺に生きたまま埋められてしまった人間の記録はそれ以前にも存在している。たとえばドゥンス・スコトゥスの例が挙げられるだろう。伝えられるところでは、掘り返されたその棺には、逃れ出ようとして引きちぎれ血まみれになったこの哲学者の手がみつかっている。生き埋めの恐怖を煽ったのは、作家や新聞記者、医師たちの記事であり文章だった。「アッシャー家の崩壊」や「アモンティリャードの酒樽」と同じテーマを扱ったエドガー・アラン・ポーの作品に、1844年の「早すぎた埋葬」がある。まさに生きながらにして埋葬される語り手自身が覚えた恐怖を詳述しているというばかりでなく、おそらくこれは最も純粋な早すぎた埋葬について書かれた文章の例となるものである。

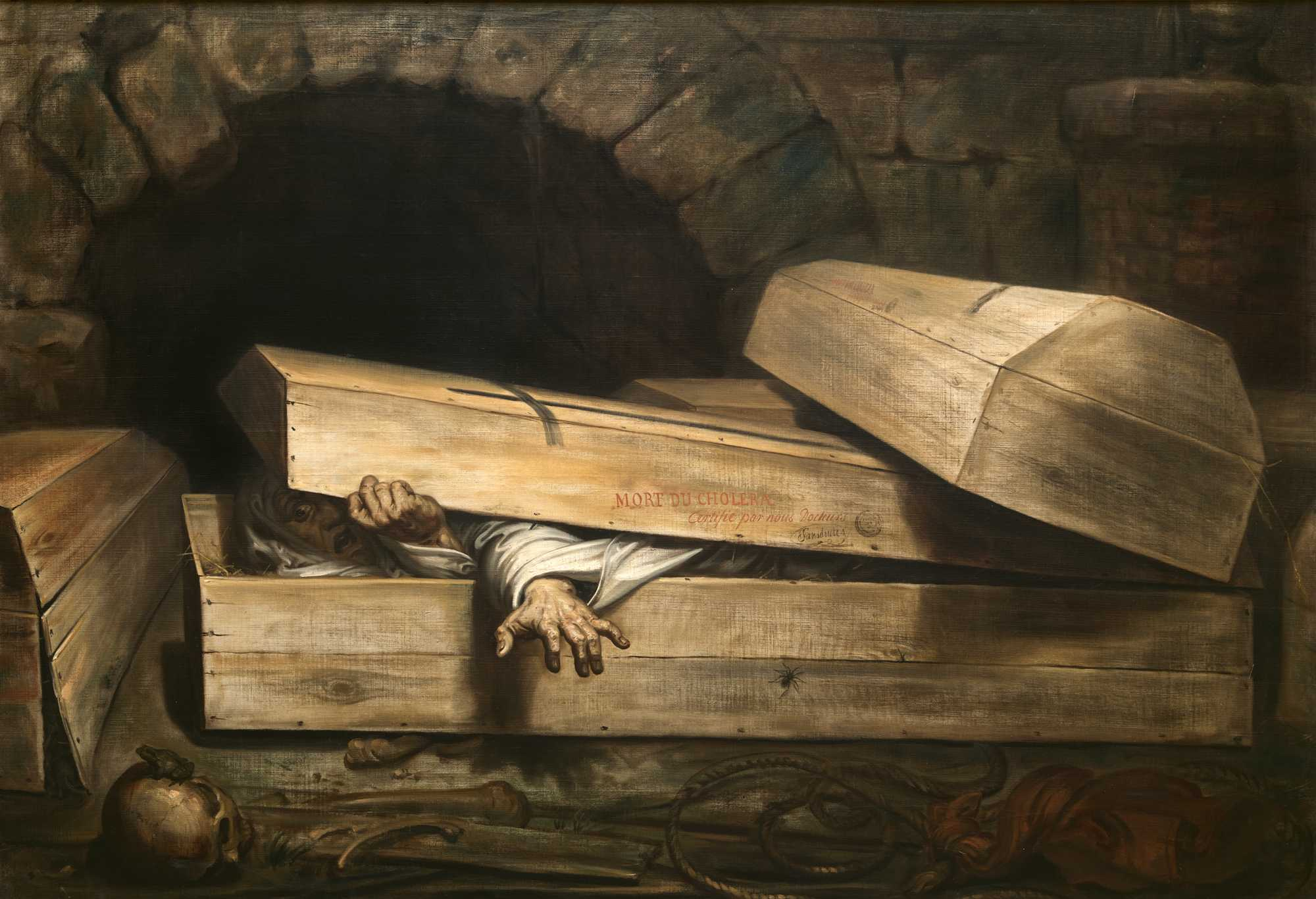
アントワーヌ・ヴィールツの「早すぎた埋葬」は生き埋めを恐れて安全な棺を求める人々の心に火をつけた。

人々の生き埋めへの恐怖は、棺に組み込まれる安全装置の発明競争につながった。それらはたいてい外界と連絡を取るために何らかの仕組みをそなえたもので、たとえば埋葬された人間が意識をとりもどしたときに鳴らすための鐘に、棺の中からひもが延びているものがある。鐘のかわりに旗であったり花火であったりというような違いはあるが、こういった設計のなされた安全な棺がほとんどで、映画『大列車強盗』にその典型をみることができる。ほかにも梯子がついていたり脱出口がもうけられていたり、さらには食事用の管が備わった棺まで発明されたが、空気をどうやって取り入れるかということにまで考えが及んでいる発明は少なかった。
記録に残っている最初の安全な棺は、1792年に亡くなったブラウンシュヴァイク公フェルディナントの注文によってつくられたものである。公爵の棺おけには採光のための窓や新鮮な空気をとりいれる管がそなわっており、覆いを釘で留めずかわりに錠前がつけられていた。やはり別注の屍衣にはポケットが縫い付けられ、中には棺のおおいと墓の扉を開けるために2つの鍵が入っているのだった。
ドイツ人の牧師であるピースラーは1798年に、すべての棺には教会の鐘へとつながるひもを通すための管がとりつけられてしかるべきではないかという提言をしている。そうすれば、もし生きたまま埋められた人がいても、鐘を鳴らすことで誰かに気づいてもらうことができるからである。このアイディアそのものはおよそ現実的ではなかったが、信号装置をそなえた安全な棺の先駆けとなるものではあった。あるいはパスター・ベックは棺にはトランペットのような管が必要だと考えていた。毎日その土地の牧師が墓をまわり、腐乱した遺体がその管から死臭を放っているかを確かめればよいというのである。もしずっと何の臭いもしなかったり、助けを求める声が聞こえたならば墓を掘り返し、中の人を助けるというわけである。
アドルフ・グーツ・ムーツ博士は自分が設計した棺の性能を確かめるために、何度も自ら生き埋めになっている。1882年の実験では地下に何時間もこもり、棺にそなえた管を使ってスープやビール、ソーセージなどを楽しんだ。
1820年代のドイツでは「携帯式」のものをみることができる。これは合図を送る鐘と中をのぞくための窓がそなえられた小さな箱であり、まだ誰も入っていない墓の上に組み立てられた。合図が出ていないか、腐敗しているかを墓番が交替で見てまわり、鐘が鳴らされたなら「遺体」はすぐに外に出ることができる。反対に腐敗の兆候が出ていたならば、扉になっている床が開けられて、そこに置かれた遺体は墓へ落とされる。床板はそのまま墓の覆いとして、残った箱は別の場所に運ばれ再利用されるのである。
1829年に設計された棺には、霊園の夜警に注意を促すため亡骸の頭、両手両足に糸を結んで鐘とつなげたものがあった。鐘のまわりには囲いがめぐらされ、偶然に鳴ることがないようになっていた。それまでのデザインよりも優れていた点として、この囲いが筒から棺に流れ込む雨を防ぎ、さらに網が張られて虫が入るのも防げるようになっていることが挙げられる。鐘が鳴ったならば中の人が生きて棺桶から出られるように、墓番は別の筒から「ふいご」で空気をいれる。

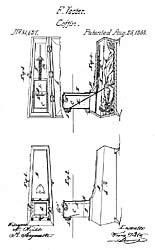
ヴェステルの「棺」は初期の鐘とひもをつかったタイプのなかでは傑出していた

身体にひもを巻き付けておくやり方では、亡骸の腐敗が進むとしばしば身体が膨張したり位置がずれたりして、ひもに力が加わってしまうという欠点があった。こういった「陰性反応」の問題を克服したのがフランツ・ヴェステルの棺である。1868年に発明されたこの棺は、筒を増やして遺体の顔がそこから見えるようになっていた。埋められた人間が意識を取り戻せば鐘を鳴らす。墓番は棺の筒を覗きこみ、中の人間が実際に息を吹き返したのかどうかを確かめるのである。死亡が確認されたなら、この筒はとり外して再利用できるようになっていた。
ロシアのツァーリ、ニコライ2世の家令であったミヘル・ド・カルニッシュ伯爵は、1897年に自分が設計した棺に「カルニッシュ」と名づけて特許をとり、翌年にはソルボンヌで実験を行っている。この棺には、中の動きを感知して旗と鐘が同時に作動する仕組みが備わっていたが、まったく人気が出なかった。腐敗していく死体がごくわずかに動くだけでも反応してしまう上に、先のカルニッシュ伯爵の助手を生き埋めにして行われた実験では、逆にまったく装置が働かなかったのである。幸いにも呼吸用の筒に問題はなかったため、この助手は無事に地上に出ることができたが、カルニッシュ伯爵の評判は地に落ちたのだった。
1995年になって、ファブリシオ・カセッリという人物が現代版「安全な棺」の特許を取得している。非常用アラーム、通信機器、照明（懐中電灯）、呼吸器が配置され、心臓用のモニターと刺激装置もついていた。
生きながらにして埋葬されることを恐れる人はいても、安全な棺によって死を免れた人間の例は記録されていない。

## 安全な棺の語源学的意義
民間語源の説くところでは、「saved by the bell」（「鐘に救われる」の意）や「dead ringer」（「生き写し」の意、直訳すれば「鐘を鳴らす死者」）、「graveyard shift」（「深夜勤務」の意、直訳すれば「墓場シフト」）といった英語はヴィクトリア朝期につちかわれた安全な棺の文化に由来するものとされる。しかし、いずれの説明も間違いである。「saved by the bell」はボクシングに由来するもの（「ゴングに救われる」）であり、「dead ringer」も「graveyard shift」も、その最初の用例は20世紀に現れている.。